# Philipp von Navarra
Philipp von Navarra (* 1336; † 29. August 1363 in Vernon) war ein Graf von Longueville aus dem Haus Évreux. Er war ein jüngerer Sohn des Grafen Philipp von Évreux (Philipp III. von Navarra) und der Königin Johanna II. von Navarra. Von Seiten beider Elternteile war er von kapetingischer Abstammung.
Verheiratet war er seit 1353 mit Jolande von Dampierre († 1395), einer Tochter des Grafen Robert von Marle-Cassel und Witwe des Grafen Heinrich IV. von Bar. Die Ehe blieb kinderlos.

## Leben

Wappen des Philipp von Navarra, Graf von Longueville

Gemeinsam mit seinem älteren Bruder, König Karl II. dem Bösen von Navarra, teilte Philipp eine feindselige Haltung gegenüber ihrem Cousin, König Johann II. von Frankreich, und dessen Connétable Charles de la Cerda. Am 8. Januar 1354 war Philipp verantwortlich für den Mord am Connétable, den er im Auftrag seines Bruders begann. Nach der Gefangennahme seines Bruders, wie auch der eigenen Ehefrau, 1356 durch den König von Frankreich übernahm Philipp die Führung des Hauses Navarra-Évreux und organisierte mehrere Aufstandsbewegungen in der Normandie. Nachdem Évreux von Truppen des französischen Königs eingenommen wurde verbündete sich Philipp mit England. Zusammen mit dem Duke of Lancaster und Robert Knolles führte er einen schnell durchgeführten Raubzug (Chevauchée) durch die Normandie, der mit der Einnahme von Verneuil am 8. Juli 1356 endete. Eine Rückeroberung von Évreux scheiterte allerdings.
Anschließend reiste er nach England, wo er gegenüber König Eduard III. huldigte und von dem er zum Lieutenant für die Normandie ernannt wurde. Nach der Gefangennahme des Königs von Frankreich in der Schlacht bei Maupertuis (September 1356), kehrte Philipp in die Normandie zurück, wo er bis zum Dezember das gesamte Cotentin eroberte, lediglich Saint-Lô blieb in der Hand des Dauphin Karl. Im Frühjahr 1357 unternahm er einen erneuten Raubzug bis vor die Tore von Paris. Im November 1357 gelang es Karl dem Bösen aus seinem Gefängnis in Paris in die Normandie zu fliehen, Philipp vereinte seine Kräfte mit ihm und gemeinsam unterstützten sie 1358 den Aufstand des Étienne Marcel, der sich zur sogenannten Jacquerie in ganz Nordfrankreich ausbreitete.
Nachdem der Hundertjährige Krieg mit dem Frieden von Brétigny 1360 sein vorläufiges Ende nahm, versöhnte sich auch das Haus Navarra-Évreux mit der französischen Krone. Philipp nahm anschließend an der Bekämpfung der soldlos gewordenen Söldnerbanden (Routiers) teil. Philipp starb nach einer, von Du Guesclin im Sommer 1363 geführten, Kampagne im Raum um Bayeux und Caen, bestattet wurde er in der Kirche Notre-Dame von Évreux.